# Alexander Mronz
Alexander Mronz (nacido el 7 de abril de 1965) es un tenista profesional alemán. Su mejor ranking individual fue el N.º 73 alcanzado el 8 de abril de 1991.

## Títulos; 1 (0+1)
| Leyenda                     | Individuales | Dobles |
| --------------------------- | ------------ | ------ |
| Grand Slam                  | 0            | 0      |
| ATP World Tour Finals       | 0            | 0      |
| ATP World Tour Masters 1000 | 0            | 0      |
| ATP World Tour 500 Series   | 0            | 0      |
| ATP World Tour 250 Series   | 0            | 1      |
| ATP Challenger Series       | 0            | 0      |